# Ribollita
La ribollita (littéralement « rebouillie ») ou soupe de pain, est une soupe toscane qui dérive de la soupe typique de pain rassis et légumes qui est traditionnellement préparée dans certaines régions de la Toscane, en particulier dans la région de Sienne, Florence, Pistoia, Prato et Arezzo et dans la Piana de Pise. Comme la plupart des plats de la cuisine toscane, la soupe est d'origine paysanne.
Elle est basée sur le réchauffage du minestrone ou des restes de soupe aux légumes de la journée précédente.

## Histoire
C'est un plat typique « pauvre » d'origine paysanne, dont le nom dérive du fait qu'autrefois les paysannes en cuisinaient une grande quantité (surtout le vendredi, étant un plat maigre) ; il était donc « rebouilli » dans une casserole dans les jours suivants, d'où son nom de ribollita. La véritable soupe est chauffée deux fois, sinon ce serait une très banale soupe au pain et aux légumes (à ne pas confondre donc avec la soupe au pain, la zuppa toscana).
Certaines sources remontent au Moyen Âge lorsque les serviteurs ramassaient des trancheuses à pain imbibées de nourriture lors des banquets des seigneurs féodaux et les faisaient bouillir pour leurs dîners.
Ce plat est déjà en germe dans le livre de recettes du gastronome Giovanni del Turco, imprimé entre 1602 et 1636. Pellegrino Artusi l'appelle dans La Science en cuisine et l'Art de bien manger (1891), la zuppa di magro alla contadina, une soupe maigre paysanne faite pour les jours sans viande. Il introduit pourtant parmi les ingrédients du jambon fumé ou du bœuf séché. selon la tradition, c'était un aringa essicata (hareng séché) qui était frotté sur le pain dans les familles les plus pauvres.
Les premières traces de cette préparation comme telle remontent à 1910 dans le livre L'arte cucinaria in Italia d' Alberto Cougnet.

## Préparation

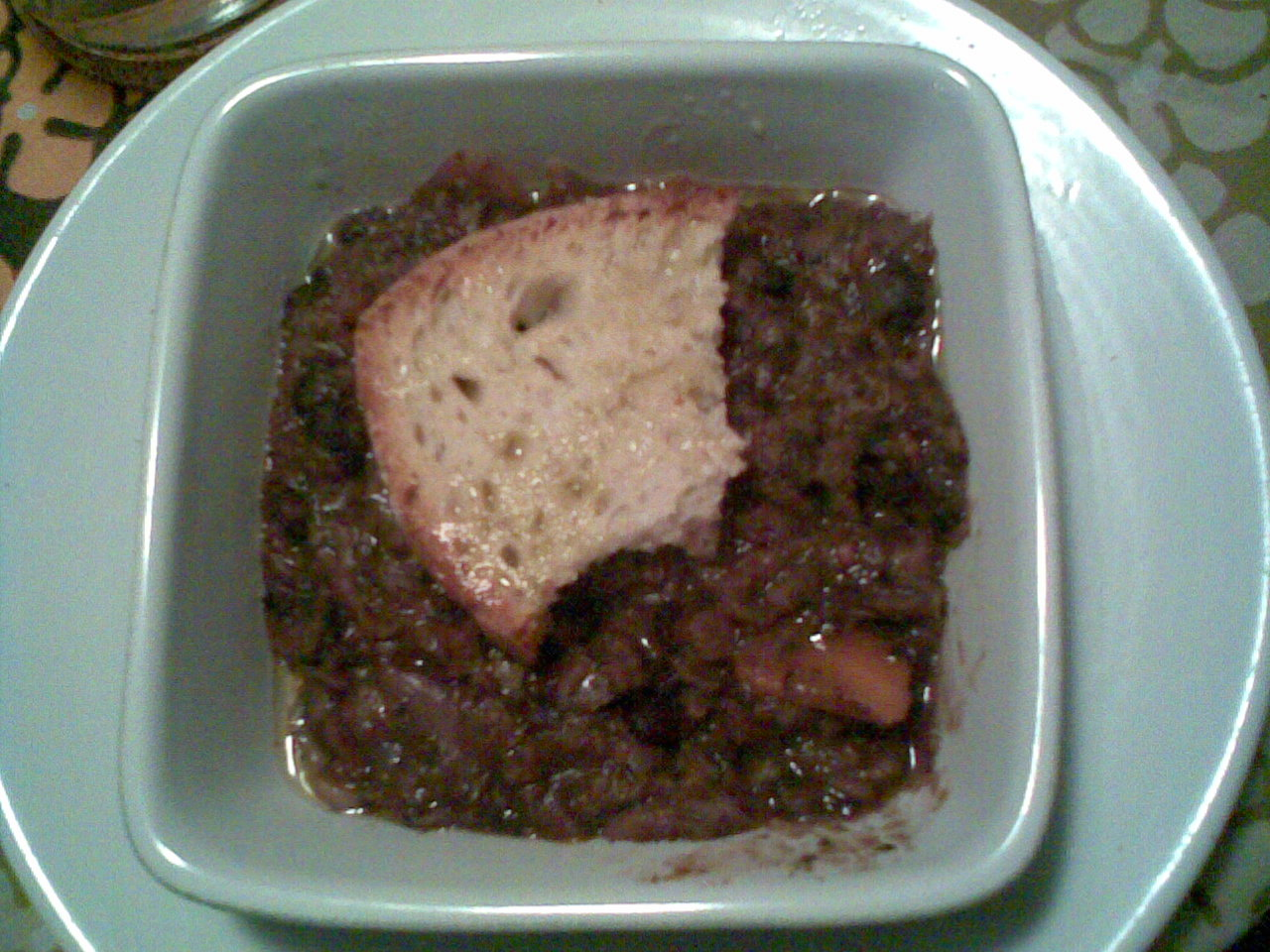
Ribollita maison.

Les ingrédients de base sont le chou palmier (cavolo nero) et les haricots (borlotti, toscanelli ou haricots cannellini). La ribollita est un plat d'hiver semi-solide. Pour que la soupe soit meilleure, le chou noir doit avoir « preso il ghiaccio » (eu la glace), c'est-à-dire avoir subi une ou plusieurs gelées hivernales qui ramollissent ses feuilles.
Le mieux est de « refaire bouillir » la soupe au feu de bois dans une casserole à fond épais ou à double fond acier-cuivre ou acier-aluminium pour éviter qu'elle ne colle et ne brûle. Elle est aussi souvent cuite dans un pot en argile.
Il est de coutume d'y ajouter un filet d'huile d'olive extra vierge et un oignon frais coupé. Comme toutes les autres soupes de légumes, la ribollita devient également plus savoureuse chaque fois qu'elle est « ribollita » sur le feu.
Elle est servie avec du pane sciocco, le pain toscan sans sel.

## Variantes
Il existe de nombreuses variantes, mais les ingrédients principaux sont toujours des restes de pain (sans sel), haricots blancs et légumes peu coûteux tels que carottes, chou (de différents types), haricots, bettes, oignons, ail, céleri, pomme de terre (pour la soupe d'été), thym, etc.
Dans la cuisine toscane, il y avait aussi une soupe de pain d'été, moins courante aujourd'hui, dans laquelle le chou noir était remplacé par des pommes de terre, tandis que l'aspect final, résolument plus liquide, la rapprochait davantage du minestrone.